# Ceroplesis sumptuosa
Ceroplesis sumptuosa är en skalbaggsart som beskrevs av Francis Polkinghorne Pascoe 1875. Ceroplesis sumptuosa ingår i släktet Ceroplesis och familjen långhorningar.
Artens utbredningsområde är:
- Angola.
- Malawi.
- Zimbabwe.

Inga underarter finns listade i Catalogue of Life.